# Burn Process
Burn Process jest EP`ką wydaną przez zespół aggrotech Tactical Sekt. Został opublikowany w 2003.

## Lista utworów
1. “Burn Process”
2. “Soulless”
3. “Uncivil Liberties”
4. “Forgot To Be Human”
5. “Devils Work”
6. “The Hanging Garden”
7. “Xfixiation”
8. “Xfixiation” (Myer Burns The Dancefloor Remix By Haujobb)
9. “Devils Work” (Accuser Remix By Solitary Experiments)
10. “Damage Limitation” (Limited Suffering Remix By DJ Rexx Arkana (Bruderschaft)
11. “Xfixiation” (Hellfire Remix By (:SITD:))
12. “Burn Process” (Destruction Remix By Reality)